# Лісабонський протокол
Лісабонський протокол — протокол до Договору між Союзом Радянських Соціалістичних Республік та Сполученими Штатами Америки про скорочення та обмеження стратегічних наступальних озброєнь (СНО-I), який був підписаний у Лісабоні 23 травня 1992 року Білоруссю, Казахстаном, Росією, Україною і США. Започаткував процес ядерного роззброєння Білорусі, Казахстану, України.

## Короткий опис
Цей протокол є доповненням до радянсько-американського договору про скорочення і обмеження стратегічних наступальних озброєнь, підписаного 31 липня 1991 року.
Підписавши Лісабонський протокол, Україна, Казахстан і Білорусь були визнані сторонами договору СНО-I, приєдналися до Договору про нерозповсюдження ядерної зброї (ДНЯЗ) і були занесені до списку країн, що не володіють ядерною зброєю. Усі наявні на їх території стратегічні ядерні боєголовки вони зобов'язалися ліквідувати або передати Росії.
Договір підписали представники кожної з країн — міністри закордонних справ або особи, що виконують їх обов'язки:
- За Білорусь — Петро Кравченко,
- За Казахстан — Тулеген Жука,
- За Російську Федерацію — Андрій Козирєв,
- За Україну — Анатолій Зленко,
- За Сполучені Штати Америки — Джеймс Бейкер.

## Ратифікація Україною
Протокол ратифікований (крім ст.V) Постановою Верховної Ради N 3624-XII від 18 листопада 1993 року.
Застереження щодо Статті V Протоколу до Договору про СНО, підписаного у Лісабоні 23 травня 1992 року зняті Постановою Верховної Ради № 3919-XII від 3 лютого 1994 року після отримання гарантій безпеки Україні від президентів США та Росії.
Дата набуття чинності для України: 05 грудня 1994 року.